# 克雷斯托山

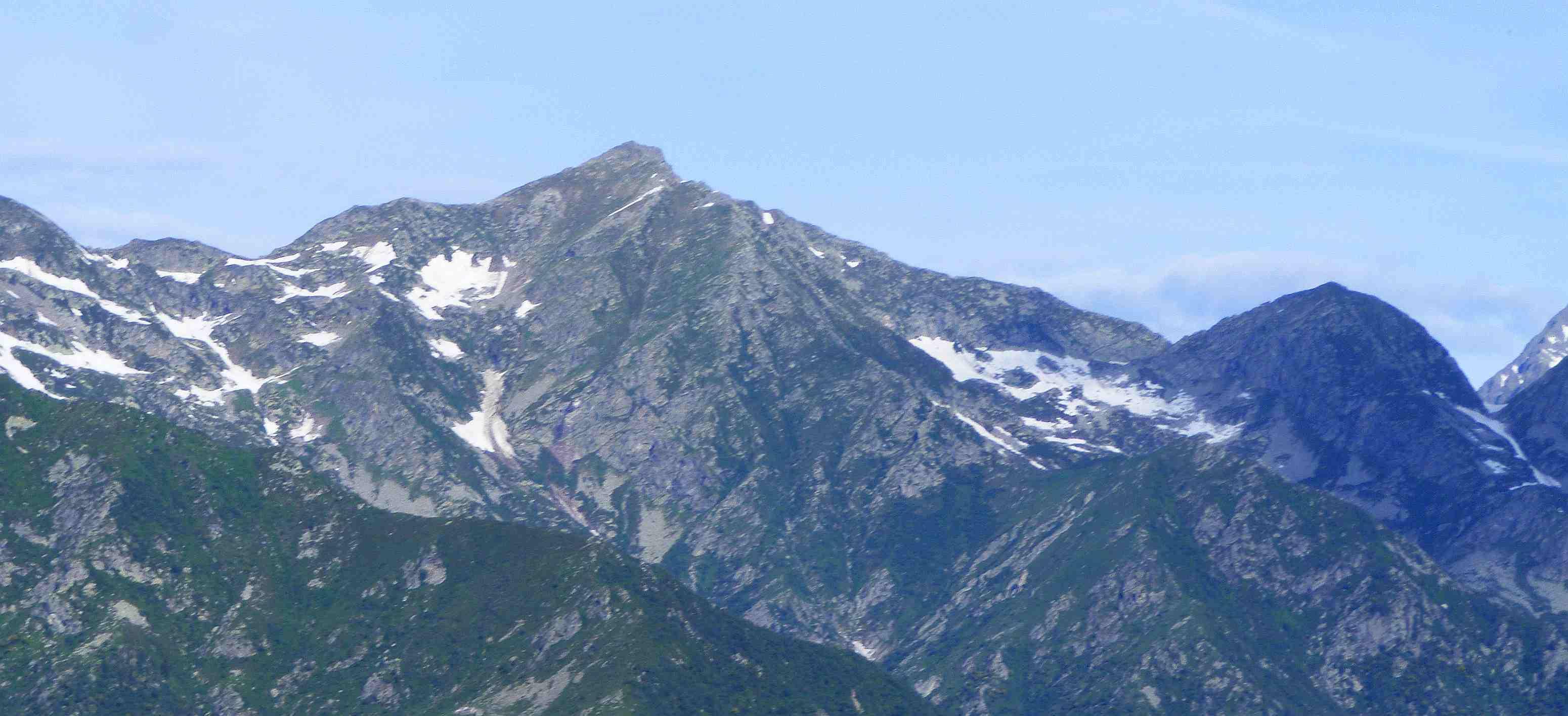

45°40′54″N 7°54′36″E / 45.68167°N 7.91000°E
克雷斯托山（義大利語：Monte Cresto），是意大利的山峰，位於該國西北部，處於皮埃蒙特大區和瓦萊達奧斯塔大區接壤的邊界，屬於比萊阿爾卑斯山脈的一部分，海拔高度2,548米。